# Parmaturus xaniurus
Parmaturus xaniurus е вид акула от семейство Scyliorhinidae.

## Разпространение и местообитание
Видът е разпространен в Мексико (Долна Калифорния, Синалоа и Сонора) и САЩ (Калифорния и Орегон).
Обитава крайбрежията на морета, заливи, рифове и реки в райони с тропически, умерен и субтропичен климат. Среща се на дълбочина от 3 до 1225 m, при температура на водата от 3,3 до 9,4 °C и соленост 33,7 – 34,5 ‰.

## Описание
На дължина достигат до 55 cm.